# Maria Stelmach
Maria Stelmach z domu Kuczbańska (ur. 5 września 1903 w Żyrardowie, zm. 13 października 1985 tamże) – polska robotnica i polityk, przodownik pracy socjalistycznej, posłanka na Sejm PRL I kadencji.

## Życiorys
Od 1915 pracowała jako niańka. W 1922 uzyskała zatrudnienie w tzw. bawełniance, zaś w 1928 tkalni żyrardowskiej. Od marca 1945 należała do Polskiej Partii Robotniczej. Organizowała komórkę PPR w tkalni, pracowała również w charakterze agitatorki i kolporterki prasy. W latach 1946–1947 zaangażowana w pracę na rzecz głosowania ludowego oraz wyborów do Sejmu Ustawodawczego. Jako pracownica tkalni wykonywała w latach czterdziestych 180% normy. W 1948 była delegatką na zjednoczeniowy zjazd PPR i Polskiej Partii Socjalistycznej, weszła w skład Polskiej Zjednoczonej Partii Robotniczej, sprawowała m.in. funkcję członka Plenum i egzekutywy Komitetu Miejskiego PZPR. Została członkiem Kolegium Redakcyjnego „Życia Żyrardowa”. W 1950 została przewodniczącą Rady Zakładowej Żyrardowskich Zakładów Przemysłu Lniarskiego (ŻZPL), zaś w 1952 wiceprzewodniczącą Prezydium Miejskiej Rady Narodowej. W tym samym roku uzyskała mandat radnej Wojewódzkiej Rady Narodowej w Warszawie. W 1953 objęła mandat posłanki na Sejm I kadencji w okręgu Pruszków, obejmującym również Grodzisk Mazowiecki i Żyrardów, po zmarłej Dorocie Kłuszyńskiej. Po zakończeniu kadencji poselskiej kontynuowała pracę w tkalni. W 1964 przeszła na emeryturę.
Odznaczona m.in. Srebrnym i Brązowym Krzyżem Zasługi, Krzyżem Kawalerskim Orderu Odrodzenia Polski, Medalami 10- i 40-Lecia Polski Ludowej oraz Medal „Za udział w walkach w obronie władzy ludowej”, a także Złotymi Odznakami Ligi Kobiet Polskich, Towarzystwa Przyjaźni Polsko-Radzieckiej oraz „Za zasługi dla województwa warszawskiego” i „Za zasługi dla województwa skierniewickiego”.